# 女子名人戦
女子名人戦（じょしめいじんせん、女子名人战）は、中国の囲碁の女流棋士による棋戦。1989-91年に3期実施。その後2001-05年に3期、2010-11年に黄龍士佳源杯（黄龙士佳源杯）として2期実施、2018年から閬中古城杯（阆中古城杯）、鄂爾多斯・呼能杯（鄂尔多斯·呼能杯）として実施。

## 旧女子名人戦
1989年から1991年まで3期実施。旧女子名人戦とも呼ばれる。
- 主催 中国囲棋協会、山東齊魯晩報
- 優勝賞金 3万元
- 第1-2期は16名のトーナメント戦。第3期は21名によるリーグ戦7回戦。

優勝者と決勝戦（左が優勝者）
1. 1989年 黄焰 - 張璇
2. 1990年 徐瑩 - 楊暉
3. 1991年 葉桂 （2位 青木喜久代（日本））

## 浪潮杯・八喜杯・石化加油卡杯
2001年に浪潮杯女子名人戦、2002年に八喜杯女子名人戦、2005年に石化加油卡杯女子名人戦として実施。
- 主催 中国囲棋協会、(1-2期)山東齊魯晩報、(1期)浪潮集団、(3期)中国石化山東石油分公司
- 協賛 (1-2期)山東新聞、(3期)山東顎正大厦
- 優勝賞金 3万元
- ランキング上位16名によるトーナメント戦で実施。第3期は決勝三番勝負。

優勝者と決勝戦（左が優勝者）
1. 2001年 張璇 - 楊暉
2. 2002年 于梅玲 - 孟昭玉
3. 2005年 葉桂 2-0 黎春華

## 黄龍士佳源杯
清の時代の棋聖黄龍士の故郷である、江蘇省姜堰市で開催される。2010年から開始。
- 主催 中国棋院、姜堰市
- 推進 江蘇棋院、姜堰市体育局
- 協力 佳源房地産開発有限公司、姜堰黄龍士研究会
- 優勝賞金 10万元
- 34名の棋士による予選を勝抜いた8名と推薦8名の、計16名による本戦トーナメントを実施。

優勝者と決勝戦（左が優勝者）
1. 2010年 鄭岩 - 李赫
2. 2011年 李赫 - 陳一鳴

## 閬中古城杯、鄂爾多斯・呼能杯

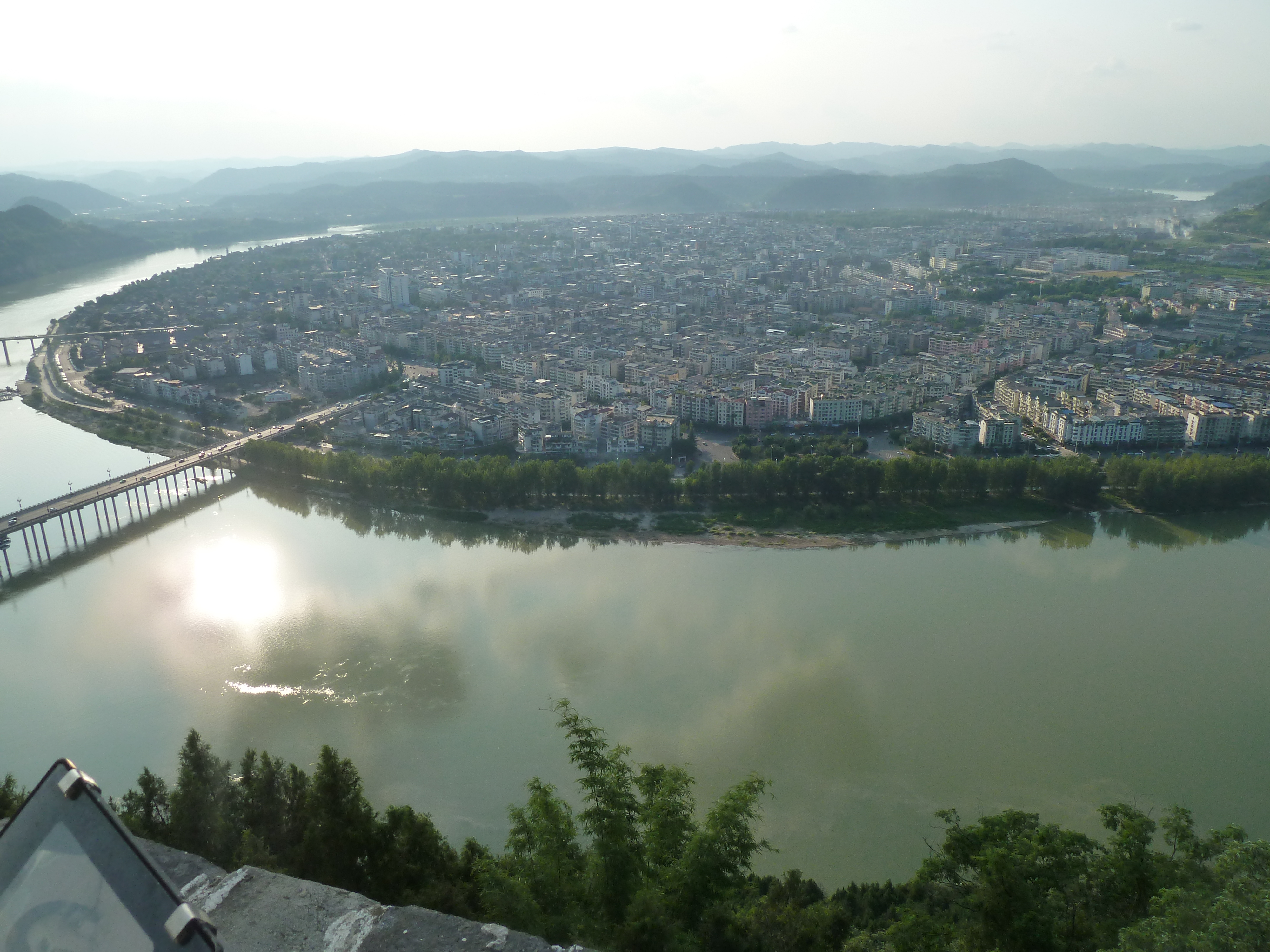
開催地閬中古城の眺望

2018年に閬中古城杯中国女子囲棋名人戦として開催。第1回は準決勝から、第2回の挑戦手合は四川省閬中市で行われる。
第3回は鄂爾多斯・呼能杯中国女子囲棋名人戦として内モンゴル自治区オルドス市エジンホロ旗で開催。
- 主催 人民日報社、中国囲棋協会、中国棋院
- 共催 人民網、人民日報体育部、人民体育、(1-2回)閬中市人民政府、(3回)オルドス市（鄂尔多斯市）教育体育局、エジンホロ旗（伊金霍洛旗）人民政府
- 協力 (1-2回)閬中古城文化旅遊発展有限公司、四川雲天路雅文化伝播有限公司、徐瑩囲棋倶楽部、(3回)オルドス市囲棋協会、エジンホロ旗教育体育局、エジンホロ旗文化旅遊局、エジンホロ旗教育体育事業発展センター
- 後援 (3回)呼能石炭集団有限責任公司
- 優勝賞金 25万元

32名によるトーナメント戦で実施。第1回は決勝は三番勝負、第2回からはトーナメント優勝者が前回優勝者と挑戦手合三番勝負を行う。持時間は各2時間、1分の秒読み5回。
優勝者と決勝戦（左が優勝者）
- 第1回 2019年 陳一鳴 2-0 王爽
- 第2回 2020年 周泓余 2-1 陳一鳴
- 第3回 2023年 於之瑩 2-1 周泓余

## 注
1. ↑  http://sports.sina.com.cn/zt_d/nvzimingren1/ 中国女子围棋名人战